# Premier League Goal of the Month
Gól měsíce Premier League je ocenění udělované hráči, který vstřelil nejkrásnější gól měsíce v anglické Premier League. Vítěz je vybrán kombinací online veřejného hlasování, které se podílí 10 % na konečném výsledku, a hlasování fotbalových odborníků.
Na konci sezóny se všichni vítězové dostanou do užšího výběru pro ocenění Premier League Goal of the Season.
Cena byla poprvé udělena v sezóně 2016/17 a v současné době je známá pod svým sponzorovaným názvem Budweiser Goal of the Month.

## Vítězství
| Kurzívou | Domácí tým |

| Měsíc                  | Rok  |                   | Hráč                | Tým                    | Skóre | Soupeř                  | Datum              | Ref.   |
| ---------------------- | ---- | ----------------- | ------------------- | ---------------------- | ----- | ----------------------- | ------------------ | ------ |
| Premier League 2016/17 |      |                   |                     |                        |       |                         |                    |        |
| Srpen                  | 2016 | Uruguay           | Cristhian Stuani    | Middlesbrough          | 1–0   | Sunderland              | 21. srpna 2016     | [ 3 ]  |
| Září                   | 2016 | Anglie            | Jordan Henderson    | Liverpool              | 2–0   | Chelsea                 | 16. září 2016      | [ 4 ]  |
| Říjen                  | 2016 | Francie           | Dimitri Payet       | West Ham United        | 1–1   | Middlesbrough           | 1. října 2016      | [ 5 ]  |
| Listopad               | 2016 | Španělsko         | Pedro               | Chelsea                | 1–1   | Tottenham Hotspur       | 26. listopadu 2016 | [ 6 ]  |
| Prosinec               | 2016 | Arménie           | Henrich Mchitarjan  | Manchester United      | 3–0   | Sunderland              | 26. prosince 2016  | [ 7 ]  |
| Leden                  | 2017 | Anglie            | Andy Carroll        | West Ham United        | 2–0   | Crystal Palace          | 14. ledna 2017     | [ 8 ]  |
| Únor                   | 2017 | Belgie            | Eden Hazard         | Chelsea                | 2–0   | Arsenal                 | 4. února 2017      | [ 9 ]  |
| Březen                 | 2017 | Anglie            | Andros Townsend     | Crystal Palace         | 2–0   | West Bromwich Albion    | 4. března 2017     | [ 10 ] |
| Duben                  | 2017 | Španělsko         | Pedro               | Chelsea                | 1–0   | Everton                 | 30. dubna 2017     | [ 11 ] |
| Premier League 2017/18 |      |                   |                     |                        |       |                         |                    |        |
| Srpen                  | 2017 | Anglie            | Charlie Daniels     | Bournemouth            | 1–0   | Manchester City         | 26. srpna 2017     | [ 12 ] |
| Září                   | 2017 | Ekvádor           | Antonio Valencia    | Manchester United      | 1–0   | Everton                 | 17. září 2017      | [ 13 ] |
| Říjen                  | 2017 | Maroko            | Sofiane Boufal      | Southampton            | 1–0   | West Bromwich Albion    | 21. října 2017     | [ 14 ] |
| Listopad               | 2017 | Anglie            | Wayne Rooney        | Everton                | 3–0   | West Ham United         | 29. listopadu 2017 | [ 15 ] |
| Prosinec               | 2017 | Anglie            | Jermain Defoe       | Bournemouth            | 2–2   | Crystal Palace          | 9. prosince 2017   | [ 16 ] |
| Leden                  | 2018 | Brazílie          | Willian             | Chelsea                | 2–0   | Brighton & Hove Albion  | 20. ledna 2018     | [ 17 ] |
| Únor                   | 2018 | Keňa              | Victor Wanyama      | Tottenham Hotspur      | 1–1   | Liverpool               | 4. února 2018      | [ 18 ] |
| Březen                 | 2018 | Anglie            | Jamie Vardy         | Leicester City         | 1–1   | West Bromwich Albion    | 10. března 2018    | [ 19 ] |
| Duben                  | 2018 | Dánsko            | Christian Eriksen   | Tottenham Hotspur      | 1–1   | Chelsea                 | 1. dubna 2018      | [ 20 ] |
| Premier League 2018/19 |      |                   |                     |                        |       |                         |                    |        |
| Srpen                  | 2018 | Pobřeží slonoviny | Jean Michaël Seri   | Fulham                 | 1–0   | Burnley                 | 26. srpna 2018     | [ 21 ] |
| Září                   | 2018 | Anglie            | Daniel Sturridge    | Liverpool              | 1–1   | Chelsea                 | 29. září 2018      | [ 22 ] |
| Říjen                  | 2018 | Wales             | Aaron Ramsey        | Arsenal                | 3–1   | Fulham                  | 4. října 2018      | [ 23 ] |
| Listopad               | 2018 | Jižní Korea       | Son Hung-min        | Tottenham Hotspur      | 3–1   | Chelsea                 | 14. listopadu 2018 | [ 24 ] |
| Prosinec               | 2018 | Anglie            | Andros Townsend     | Crystal Palace         | 2–1   | Manchester City         | 22. prosince 2018  | [ 25 ] |
| Leden                  | 2019 | Německo           | André Schürrle      | Fulham                 | 1–0   | Burnley                 | 12. ledna 2019     | [ 26 ] |
| Únor                   | 2019 | Švýcarsko         | Fabian Schär        | Newcastle United       | 1–0   | Burnley                 | 26. února 2019     | [ 27 ] |
| Březen                 | 2019 | Francie           | Anthony Knockaert   | Brighton & Hove Albion | 2–1   | Crystal Palace          | 9. března 2019     | [ 28 ] |
| Duben                  | 2019 | Belgie            | Eden Hazard         | Chelsea                | 1–0   | West Ham United         | 8. dubna 2019      | [ 29 ] |
| Premier League 2019/20 |      |                   |                     |                        |       |                         |                    |        |
| Srpen                  | 2019 | Anglie            | Harvey Barnes       | Leicester City         | 2–1   | Sheffield United        | 24. srpna 2019     | [ 30 ] |
| Září                   | 2019 | Mali              | Moussa Djenepo      | Southampton            | 1–0   | Sheffield United        | 14. září 2019      | [ 31 ] |
| Říjen                  | 2019 | Anglie            | Matty Longstaff     | Newcastle United       | 1–0   | Manchester United       | 6. října 2019      | [ 32 ] |
| Listopad               | 2019 | Belgie            | Kevin De Bruyne     | Manchester City        | 2–1   | Newcastle United        | 30. listopadu 2019 | [ 33 ] |
| Prosinec               | 2019 | Jižní Korea       | Son Hung-min        | Tottenham Hotspur      | 3–0   | Burnley                 | 7. prosince 2019   | [ 34 ] |
| Leden                  | 2020 | Írán              | Alireza Jahanbakhsh | Brighton & Hove Albion | 1–1   | Chelsea                 | 1. ledna 2020      | [ 35 ] |
| Únor                   | 2020 | Česko             | Matěj Vydra         | Burnley                | 2–1   | Southampton             | 15. února 2020     | [ 36 ] |
| Březen/Červen          | 2020 | Portugalsko       | Bruno Fernandes     | Manchester United      | 3–0   | Brighton & Hove Albion  | 30. června 2020    | [ 37 ] |
| Červenec               | 2020 | Belgie            | Kevin De Bruyne     | Manchester City        | 2–0   | Norwich City            | 26. července 2020  | [ 38 ] |
| Premier League 2020/21 |      |                   |                     |                        |       |                         |                    |        |
| Září                   | 2020 | Anglie            | James Maddison      | Leicester City         | 4–1   | Manchester City         | 27. září 2020      | [ 39 ] |
| Říjen                  | 2020 | Argentina         | Manuel Lanzini      | West Ham United        | 3–3   | Tottenham Hotspur       | 18. října 2020     | [ 40 ] |
| Listopad               | 2020 | Nigérie           | Ola Aina            | Fulham                 | 2–0   | West Bromwich Albion    | 2. listopadu 2020  | [ 41 ] |
| Prosinec               | 2020 | Pobřeží slonoviny | Sébastien Haller    | West Ham United        | 1–1   | Crystal Palace          | 16. prosince 2020  | [ 42 ] |
| Leden                  | 2021 | Egypt             | Mohamed Salah       | Liverpool              | 2–0   | West Ham United         | 31. ledna 2021     | [ 43 ] |
| Únor                   | 2021 | Portugalsko       | Bruno Fernandes     | Manchester United      | 2–0   | Everton                 | 6. února 2021      | [ 44 ] |
| Březen                 | 2021 | Argentina         | Érik Lamela         | Tottenham Hotspur      | 1–0   | Arsenal                 | 14. března 2021    | [ 45 ] |
| Duben                  | 2021 | Anglie            | Jesse Lingard       | West Ham United        | 1–0   | Wolverhampton Wanderers | 5. dubna 2021      | [ 46 ] |
| Květen                 | 2021 | Uruguay           | Edinson Cavani      | Manchester United      | 1–0   | Fulham                  | 18. května 2021    | [ 47 ] |
| Premier League 2020/21 |      |                   |                     |                        |       |                         |                    |        |
| Srpen                  | 2021 | Anglie            | Danny Ings          | Aston Villa            | 1–0   | Newcastle United        | 21. srpna 2021     | [ 48 ] |
| Září                   | 2021 | Anglie            | Andros Townsend     | Everton                | 2–1   | Burnley                 | 14. září 2021      | [ 49 ] |
| Říjen                  | 2021 | Egypt             | Mohamed Salah       | Liverpool              | 2–1   | Manchester City         | 3. října 2021      | [ 50 ] |
| Listopad               | 2021 | Španělsko         | Rodri               | Manchester City        | 2–0   | Everton                 | 21. listopadu 2021 | [ 51 ] |
| Prosinec               | 2021 | Francie           | Alexandre Lacazette | Arsenal                | 1−0   | Southampton             | 11. prosince 2021  | [ 52 ] |
| Leden                  | 2022 | Chorvatsko        | Mateo Kovačić       | Chelsea                | 1−2   | Liverpool               | 2. ledna 2022      | [ 53 ] |

## Vícenásobní vítězové
K lednu 2022
| Hráč                | Vítězství |
| ------------------- | --------- |
| Andros Townsend     | 3         |
| Kevin De Bruyne     | 2         |
| Bruno Fernandes     | 2         |
| Eden Hazard         | 2         |
| Pedro               | 2         |
| Mohamed Salah       | 2         |
| Son Hung-min        | 2         |
| Ola Aina            | 1         |
| Harvey Barnes       | 1         |
| Sofiane Boufal      | 1         |
| Andy Carroll        | 1         |
| Edinson Cavani      | 1         |
| Charlie Daniels     | 1         |
| Jermain Defoe       | 1         |
| Moussa Djenepo      | 1         |
| Christian Eriksen   | 1         |
| Sébastien Haller    | 1         |
| Jordan Henderson    | 1         |
| Danny Ings          | 1         |
| Alireza Jahanbakhsh | 1         |
| Anthony Knockaert   | 1         |
| Mateo Kovačić       | 1         |
| Alexandre Lacazette | 1         |
| Érik Lamela         | 1         |
| Manuel Lanzini      | 1         |
| Jesse Lingard       | 1         |
| Matty Longstaff     | 1         |
| James Maddison      | 1         |
| Henrich Mchitarjan  | 1         |
| Dimitri Payet       | 1         |
| Aaron Ramsey        | 1         |
| Rodri               | 1         |
| Wayne Rooney        | 1         |
| Fabian Schär        | 1         |
| André Schürrle      | 1         |
| Jean Michaël Seri   | 1         |
| Cristhian Stuani    | 1         |
| Daniel Sturridge    | 1         |
| Antonio Valencia    | 1         |
| Jamie Vardy         | 1         |
| Matěj Vydra         | 1         |
| Victor Wanyama      | 1         |
| Willian             | 1         |

## Vítězové podle klubu
K lednu 2022
| Klub                   | Vítězství |
| ---------------------- | --------- |
| Chelsea                | 6         |
| Manchester United      | 5         |
| Tottenham Hotspur      | 5         |
| West Ham United        | 5         |
| Liverpool              | 4         |
| Fulham                 | 3         |
| Leicester City         | 3         |
| Manchester City        | 3         |
| Arsenal                | 2         |
| Bournemouth            | 2         |
| Brighton & Hove Albion | 2         |
| Crystal Palace         | 2         |
| Everton                | 2         |
| Newcastle United       | 2         |
| Southampton            | 2         |
| Aston Villa            | 1         |
| Burnley                | 1         |
| Middlesbrough          | 1         |

## Vítězové podle národnosti
K lednu 2022
|                   | Vítězství |
| ----------------- | --------- |
| Anglie            | 15        |
| Belgie            | 4         |
| Francie           | 3         |
| Španělsko         | 3         |
| Argentina         | 2         |
| Egypt             | 2         |
| Pobřeží slonoviny | 2         |
| Portugalsko       | 2         |
| Jižní Korea       | 2         |
| Uruguay           | 2         |
| Arménie           | 1         |
| Brazílie          | 1         |
| Chorvatsko        | 1         |
| Česko             | 1         |
| Dánsko            | 1         |
| Ekvádor           | 1         |
| Německo           | 1         |
| Írán              | 1         |
| Keňa              | 1         |
| Mali              | 1         |
| Maroko            | 1         |
| Nigérie           | 1         |
| Švýcarsko         | 1         |
| Wales             | 1         |